# Iordan Todorov
Iordan Vălkov Todorov (bulgară Йордан Вълков Тодоров) (n. 27 iulie 1981) este un fotbalist bulgar care în prezent este legitimat la Wacker Neutraubling. În 2010 a fost transferat de FC Steaua București, dar nu a apucat să joace vreun meci la bucureșteni, reziliindu-și contractul după nici trei luni de la semnare. Între 2003 și 2009 a evoluat la ȚSKA Sofia, unde a câștigat trei campionate (2003, 2005, 2008) și două Cupe ale Bulgariei.